# Козбунар (вилает Лозенград)
Козбунар (на турски: Ertuğral) е село в Източна Тракия, Турция, Вилает Лозенград.

## География
Селото се намира на 12 км северозападно от Бабаески.

## История
В началото на 20 век Козбунар е село в Бабаескийска кааза на Османската империя. Според статистиката на професор Любомир Милетич в 1912 година в селото живеят помаци.